# Trälen (TV-program)
Trälen var en dokusåpa som sändes varje vardag i TV4 under hösten 2006. Den gick ut på att några mer välbeställda människor från Stockholms innerstad och ett par mindre välbeställda invandrare från förorten sammanfördes på ön Trälen söder om Marstrand för att leva tillsammans under 40 dagar. Programmet hade en halv miljon tittare första avsnittet men tittarsiffrorna sjönk snabbt. Vinnare i 2006 års upplaga var Serhan Sören Erdal.